# Július Móži
Július Móži (27. března 1908 Berlín, Německo – 28. ledna 1968 Bratislava) byl slovenský dirigent a hudební skladatel.

## Život
Byl synem hudebníka, který mu dal základní hudební vzdělání. Ve studiu hry na housle pokračoval na Hudební a dramatické akademii pro Slovensko v Bratislavě u Gustáva Náhlovského, žáka Otakara Ševčíka. Absolvoval v roce 1930 a ve studiu pokračoval ještě dva roky v Budapešti u houslisty a skladatele Jenő Hubaye.
Po návratu na Slovensko se v roce 1933 stal učitelem na hudební škole v Nových Zámcích. V letech 1938–1945 byl členem orchestru bratislavského rozhlasu a v letech 1949–1952 členem Slovenské filharmonie. Již v roce 1948 založil orchestr Cymbal zaměřený na lidovou slovenskou hudbu. V roce 1952 většina hudebníků včetně Móžiho přešla do Slovenského lidového uměleckého kolektivu – SĽUK, který se stal reprezentativním souborem slovenské lidové kultury.

## Dílo
Jako skladatel se zabýval převážně úpravami slovenských lidových písní pro Cymbal a SĽUK. Kromě toho komponoval orchestrální skladby inspirované slovenským folklórem. Mezi nejznámější patří:
- Švihrovská
- Rumunská rapsódia
- Priadky
- Terchovská veselica
- Tanec valachov